# Oxytrita
Oxytrita là một chi bướm đêm thuộc họ Noctuidae.